# John Fisher
John Fisher (Beverley, York, 19 d'octubre de 1469 - Londres, 22 de juny de 1535) fou un teòleg i humanista anglès. És venerat com a sant per l'Església catòlica i l'anglicana.

## Biografia
Fou confessor de Margarida Beaufort, mare d'Enric VII d'Anglaterra, i amic d'Erasme de Rotterdam i de Thomas More. Fisher fou l'any 1503 el primer professor de la càtedra de teologia Lady Margaret a Cambridge. Un any després fou nomenat bisbe de Rochester (1504).
Es va oposar de forma enèrgica a la Reforma protestant, principalment amb el tractat De Veritate Corporis et Sanguinis Christi in Eucharistia (1527). La seva defensa de Caterina d'Aragó i l'oposició als plans d'Enric VIII de divorciar-se'n i canviar la llei de successió foren determinants pel seu empresonament (1534), durant el qual fou nomenat cardenal pel papa Pau III (1535). Aquest nomenament i el seu refús de l'acta de supremacia el va fer ser acusat de traïció, i fou decapitat.
Fou canonitzat pel papa Pius XI el 19 de maig de 1935 igual que Thomas More.